# Isolotti Germignago
Gli isolotti Germignago, chiamati anche scogli Garmignach o Garmignak (in croato: Garmenjak), sono due isolotti disabitati della Dalmazia settentrionale in Croazia; si trovano nel mare Adriatico e fanno parte delle isole Incoronate. Amministrativamente appartengono al comune Morter-Incoronate, nella regione di Sebenico e Tenin.

## Geografia
Gli isolotti, ambedue di forma arrotondata, si trovano nella parte meridionale delle isole Incoronate, a sud di Monte e a ovest di Curba Grande e a nord-ovest di Ocluzze. La distanza fra i due isolotti è di circa 150 m e fra i due si trova un piccolo scoglio (Desetinjak Južni).
- Germignago Grande[2], Germignago[3][4] o Garmignach grande[5] (Garmenjak Veli) ha un'altezza di 53 m[1], una superficie di 0,133 km²[8] e uno sviluppo costiero di 1,35 km[8]; è situato circa 750 m[1] a sud-ovest di punta Curba[9] (rt Kurba), l'estremità settentrionale di Curva Grande.
- Germignago Piccolo[2] o Garmignach piccolo[5] (Garmenjak Mali) ha una superficie di 0,049 km², uno sviluppo costiero di 0,84 km[8] e un'altezza di 28 m[1]; è situato 150 m[1] circa a nord-est di Germignago Grande, tra quest'ultimo e punta Curba da cui dista 360 m[1] 43°42′30″N 15°27′47″E.

### Isole adiacenti
- Scogli Perdussa o Perdusa[7]:
  - Perdussa Grande[10] o Randuzza[5][6] (Prduša Vela), scoglio di forma allungata (560 m circa di lunghezza[1]) con una superficie di 0,045 km²[8], uno sviluppo costiero di 1,25 km[8] e un'altezza di 23 m[1]; a sud-ovest di Monte, a circa 460 m[1] (43°42′55″N 15°27′00″E).
  - Perdussa Piccola[11] o Randuzza piccola (Prduša Mala), scoglio rotondo con una superficie di 0,025 km²[8] uno sviluppo costiero di 0,58 km[8] e un'altezza di 23 m[1]; circa 520 m a nord-ovest di Germignago Grande 43°42′33″N 15°27′10″E.
- Scogli Desetinjak o Desetinjaci[12], si trovano ad ovest della punta settentrionale di Curba Grande e circondano Germignago Piccolo:
  - Desetinjak Superiore (Desetinjak Gornji), a nord di Germignago Piccolo, a circa 140 m[1]; ha un'area di 1210 m²[12] e l'altezza di 1 metro[1] 43°42′38″N 15°27′43″E;
  - Desetinjak Inferiore (Desetinjak Donji), a ovest; ha un'area di 1260 m²[12] e un'altezza di 3 m[1] 43°42′32″N 15°27′31″E;
  - Desetinjak Meridionale (Desetinjak Južni o Desetinjak), il maggiore dei tre, situato tra i due Garmignago; ha un'area di 2324 m²[12] e un'altezza di 2 m[1] 43°42′22″N 15°27′43″E.
- Purara (Purara), circa 1,7 km[1] a sud-ovest di Germignago Grande.

### Cartografia
- (HR) Mappa topografica della Croazia 1:25000, su preglednik.arkod.hr. URL consultato il 2 ottobre 2017.
- G. Giani, Carta prospettiva delle Comuni censuarie della Dalmazia, foglio 6, 1839. Fondo Miscellanea cartografica catastale, Archivio di Stato di Trieste.
- Carta di cabottaggio del mare Adriatico, foglio VII, Milano, Istituto geografico militare, 1822-1824. URL consultato il 5 luglio 2017 (archiviato dall'url originale il 13 aprile 2013)..